# Punta Ninfas
La punta Ninfas es un accidente geográfico costero que se encuentra en el extremo sur del golfo Nuevo, en la posición geográfica 42°46′00″S 65°02′00″O / -42.76667, -65.03333. Se halla a 60 kilómetros al este en línea recta de la ciudad de Puerto Madryn, en el departamento Rawson de la provincia del Chubut (Patagonia Argentina). Se encuentra en tierras de la estancia El Pedral.
La punta señala, junto con el cerro Morro Nuevo (109 m s. n. m.), que se alza en el extremo suroccidental de la península Valdés, la entrada al golfo Nuevo, al cual cierra por el noreste.
Se desconoce el motivo del nombre de la punta. Con anterioridad al topónimo actual había sido descubierta el 7 de febrero de 1770 por el piloto español Goicochea, quien la llamó originariamente cabo de San Miguel.
En la punta existen colonias reproductivas de elefantes marinos (Mirounga leonina) que se asientan en las playas de rodados. También es posible observa la presencia de orcas (Orcinus orca) que se acercan a las playas. 
En el año 2008 inicio la consolidación de una pinguinera. Un primer censo de ese año comenzó con 8 parejas. Para el 2013 ya eran 1300 parejas. 
En esta punta se halla el faro Punta Ninfas, faro no habitado de la Armada Argentina que fue librado al servicio el día 18 de julio de 1916.